# Rheinniederungskanal (Acher-Rench-Korrektion)
Der Rheinniederungskanal ist ein 32,3 km langer Entwässerungskanal in der Oberrheinebene zwischen Freistett und Wintersdorf.

## Gewässerverlauf
Er entsteht in Freistett aus einer Abzweigung des Mühlbachs, der durch fast ganz Rheinau fließt. Bei Helmlingen unterquert der Rheinniederungskanal die Rench und trifft kurz danach auf die Holzlach, die ihn mit mehr Wasser versorgt. Bei Greffern unterquert er dann die Acher und ein Stück weiter münden der Acherner Mühlbach als Schwarzbach und der Scheidgraben in ihn ein. Bei Söllingen wird der Kanal vom Mühlbach, dem Unterlauf des Sasbachs, unterquert. Auf der Höhe des Baden-Airparks fließt der Kanal durch einen Altrhein, welchen er jedoch nach kurzer Zeit wieder verlässt.
Bei Iffezheim unterquert der Rheinniederungskanal den Sandbach (Unterlauf der Bühlot), welcher kurz danach in den Rhein mündet. Auf einen weiteren Altrhein trifft der Rheinniederungskanal bei Wintersdorf, wo er schlussendlich auch in den Rhein mündet.

## Wasserbauliche Bedeutung
Der Rheinniederungskanal wurde 1960 im Rahmen der Acher-Rench-Korrektion fertiggestellt und dient überwiegend der Entwässerung. Einzelne Abschnitte bei Freistett führen nur bei Hochwasser des Mühlbachs Wasser; bei anderen Teilen ist die Sohle und der untere Böschungsteil mit einer Steinpflasterung gesichert, um Sohlenerosion zu verhindern.

### LUBW
Amtliche Online-Gewässerkarte mit passendem Ausschnitt und den hier benutzten Layern: Lauf und Einzugsgebiet des Rheinniederungskanals

Allgemeiner Einstieg ohne Voreinstellungen und Layer: Daten- und Kartendienst der Landesanstalt für Umwelt Baden-Württemberg (LUBW) (Hinweise)
1. 1 2  Höhe nach dem Höhenlinienbild auf dem Hintergrundlayer Topographische Karte oder dem Digitalen Geländemodell der Online-Gewässerkarte.
2. ↑  Länge nach dem Layer Gewässernetz (AWGN).
3. ↑  Einzugsgebiet nach dem Layer Aggregierte Gebiete 05.

### Andere Belege
1. ↑  Heinz Fischer: Geographische Landesaufnahme: Die naturräumlichen Einheiten auf Blatt 169 Rastatt. Bundesanstalt für Landeskunde, Bad Godesberg 1967. → Online-Karte (PDF; 4,4 MB)
2. ↑  Josef Riegelsberger: Acher-Rench-Korrektion. In: Innenministerium Baden-Württemberg (Hrsg.): Wasserwirtschaft in Baden-Württemberg. Wasserversorgung, Abwasserbeseitigung, Flussbau, Talsperrenbau, landwirtschaftlicher Wasserbau, Verwaltung, Organisation. Verwaltungs-Verlag, München 1969, S. 146–152, hier S. 149.
3. ↑  Bernhard Burkart, Bernhard Walser: Die Acher-Rench-Korrektion. S. 9 f, ehemals im Original (nicht mehr online verfügbar); abgerufen am 18. April 2012. (Seite nicht mehr abrufbar. Suche in Webarchiven)